# Октябрёвка (Башкортостан)
Октябревка (баш. Октябревка) — деревня в Стерлибашевском районе Республики Башкортостан Российской Федерации. Входит в состав Аллагуватского сельсовета. 

## География

### Географическое положение
Расстояние до:
- районного центра (Стерлибашево): 31 км,
- центра сельсовета (Нижний Аллагуват): 5 км,
- ближайшей ж/д станции (Стерлитамак): 50 км.

## Население
| 2002 | 2009 | 2010 |
| ---- | ---- | ---- |
| 20   | ↘18  | ↗20  |

Согласно переписи 2002 года, преобладающая национальность — русские (90 %).